# 1940年英国内阁危机
1940年英国内阁危机（英語：May 1940 War Cabinet Crisis）指随着1940年5月23日张伯伦下台后3天内，新上台担任英国首相的温斯顿·丘吉尔与党内元老张伯伦以及时任外交及聯邦事務大臣哈利法克斯三人间进行的政治角力。主和派人物哈利法克斯认为，基于德國攻势下法國的迅速败退、大量英军被包围在敦刻尔克等现实考量，英国应当透过当时处于中立的意大利首相贝尼托·墨索里尼以寻求与德國元首阿道夫·希特勒进行和谈的机会。经过两日的博弈与争斗后，丘吉尔在28日召开25名成员组成的外阁会议，以激情的演讲鼓舞人民为国家付出奉献乃至鲜血，使得到场成员一致同意不惜一切代价抗击德國。

## 背景

### 张伯伦倒台
1940年4月9日，德军入侵中立国丹麥和挪威，结束了1939年9月英法对德宣战以来双方维持的静坐战争，尽管英国在纳尔维克的海战中初战告捷，但整体战役的形势并不利于盟军，由此引发了英国下议院对形势的激辩。在辩论中，下议院对张伯伦进行了不信任投票。尽管保守党占据下议院213票多数席位，但张伯伦在党内以及议会内的威望日渐衰落。尽管如此，在直到1939年9月才在张伯伦内阁中勉强获任第一海軍大臣的温斯顿·丘吉尔还是在下议院的辩论中强烈地支持张伯伦内阁，并且投票之前的最后发言中说道：
“在上一次戰爭中，我們從未像現在這樣處於更大的危險之中，我強烈敦促眾議院處理這些問題，而不是通過草率的投票、辯論不佳和廣泛討論的領域，而是在危急的時候和適當的時候符合議會的尊嚴。”

随着首相张伯伦在保守党内外不断遭受攻讦、维护国家统一完整的命题被反复强调，尽管张伯伦最终赢得了投票，投票结果非常不理想：通常支持保守党的41票转投给了反对党工党，执政的保守党议员中有60人弃权。张伯伦告知丘吉尔自己“异常沮丧”，无力与在野的工党和自由党组建聯合政府，丘吉尔对张伯伦的辞职意向表示了反对。丘吉尔在后来写道：
“受到辩论的激烈对抗刺激，以及对自己过往在相关议题上的自信，我非常乐意继续辩论。我告诉张伯伦：‘这是一场杀伤力很大的辩论，但你的政党还是多数政党。不要把这些事情都悔恨于心。在下议院可以了解更多情形前，我们会有更多挪威的好消息可以说的。你可以每个季度都强化你的政府；除非多数人都抛弃我们了，我们不必下台。‘我把话说到这种程度。但是张伯伦没被说服，也没被安慰到，于是我在午夜左右离开了他，我感到，他若无别的什么办法，就会决心牺牲自我，不会以当前的一党政府继续领导战争。”

### 丘吉尔上台
翌日（5月9日）的会议上，哈利法克斯与丘吉尔均有出席。张伯伦在会上询问反对党工党的主副两位领导人克莱门特·艾德礼与亚瑟·格林伍德是否愿意组建联合政府。两人回应称，联合政府可以成立，但是张伯伦不能是首相。此外，二人称，正式的回应需要经过当时正在伯恩茅斯举行的工党年会的赞成。当日下午，二人被要求以电话形式咨询年会会议讨论的结果。这段回忆中，哈利法克斯写道：
“我的脑海里，我并没有否定过我接替张伯伦的首相职位这种情形。但是在这紧要关头，将丘吉尔的品质和我的一对比，我的位置又应该何在呢？我会让丘吉尔会去动员国防，这么一想，人们会想起第一次大战中阿斯奎斯和劳合·乔治的决裂……我本应该会尽快成为一名或多或少有些尊贵的首相，一名置身要紧事之外的暮光之中的首相。”
5月10日下午5点，工党领袖电话告知政府：工党将参与联合政府，但前提是张伯伦下台。张伯伦随后前往白金汉宫递交辞呈，并且建议英国国王乔治六世要求丘吉尔组建新政府。丘吉尔首先组建了新的、小范围的战时内阁，更换了张伯伦内阁中的六名保守党成员，仅留下了哈利法克斯和张伯伦。

### 丘吉尔与保守党关系
丘吉尔在保守党内部的政治地位低下。丘吉尔在1930年代起便开始强烈反对绥靖主义，因而受到在野的工党和自由党欢迎；但是，丘吉尔本人曾经多次误判形势的个人历史，特别是1915年加里波利之战中造成英国惨败，使得丘吉尔在在自身所在的执政的保守党内部不受待见。1930年代，丘吉尔不再政府担任职务，却还是批评保守党支持1935年印度政府法案、对德国采取绥靖政策的两项做法。直到1939年9月，英法不得不对德宣战之际，丘吉尔方才重返政府，担任第一海軍大臣。

### 军事形势
1940年5月10日，丘吉尔就任首相；同日，德国开始入侵比利时、荷兰和法国，西线战事正式开始。德国军队在13日的色當戰役通过了马士河。15日，法国首相保罗·雷诺通电丘吉尔：“我们输了。”16日，丘吉尔飞往巴黎，用法语询问法军统帅毛利斯·甘莫林反攻计划如何，得知“无反攻计划”。20日，德军先头部队已经抵达英吉利海峡岸边的阿布维勒。22日和23日，阿拉斯的反击计划流产，德军继续向英吉利海峡推进，包围了英国远征军。
然而，长时间行军带来的疲劳与近半数载具的战损使得德军无法延续猛烈的攻势。納粹德國空軍指挥官赫尔曼·戈林说服了希特勒，使得希特勒相信凭借自己参战以来格外出色的空中力量可以将剩余的盟军歼敌于敦刻尔克的沙滩之上。5月24日，希特勒批准陆军上将格特·馮·倫德施泰特的指令，允许陆军停止行军以便维护载具。
英法两国的海军以及英国皇家空军在5月27日到6月4日对在敦刻尔克的残余盟军进行了大撤退。
当时，德军显然已经取得了压倒性的胜利，但法国是否投降尚不得而知。

## 哈利法克斯与意大利的谈判
丘吉尔在5月16日的演讲中，说英国并非“意大利或墨索里尼的敌人”，以向当时保持中立的意大利表示友好。
在一份日期未署但据信为5月25日的情报机构备忘录中，情报机构警告战时内阁潜艇和空袭的危险性。哈利法克斯拟定了一封向美国总统富兰克林·罗斯福的请愿信，信中称英国无法接受危及独立的谈判条款，并称希望美国参战，防止納粹德国征服英国或者法国。
25日，哈利法克斯通告战时内阁，意大利王國在伦敦的特命全權大使朱塞佩·巴斯蒂安尼尼要求同自己会面，以商讨意大利维持中立的条件。丘吉尔认为此次会面会无果而终，但仍然同意在不公开的情形下进行接触。丘吉尔认为任何对谈判的公开都会使得英国政府显示自己的懦弱。
哈利法克斯和巴斯蒂安尼尼在当日下午会面。哈利法克斯试图使意大利保持中立，但会谈很快变成了关于意大利斡旋英德和谈的讨论。巴斯蒂安尼尼称，任何使意大利表示忧虑的事项必须作为欧洲和平问题的整体解决协议中的一部分进行讨论。这些事项包括苏伊士运河、直布罗陀、马耳他、突尼斯、吉布提、索马里兰、科孚岛甚至于肯尼亚和乌干达。哈利法克斯将会谈内容发给了英国驻意大利大使珀西·洛兰爵士。
巴斯蒂安尼尼说：墨索里尼要的不仅仅是停战协议，而是能保障欧洲世纪和平的协议。哈利法克斯逐渐明确了意大利的企图，但却没做出什么承诺。哈利法克斯说道：“国王陛下的政府的目的和贵方的目的是一致的，不会不愿意考虑和任何承诺建立安全和平的欧洲的政府提出的任何提议。”英国外交部常务次长賈德幹的私人秘书格拉德温·杰布意识到会谈出现了方向性的错误，哈利法克斯未能使得意大利作出任何关于不参战的承诺。

## 5月26日战时内阁会议
5月26日早，哈利法克斯向战时内阁报告了会谈结果，称以他的想法“现在的问题已经不是在使得对德国的战败看着体面，而在于如何维持帝国的独立，如果有可能还有法国的独立“。他说："欧洲的和平与安全同样是我们的主要目标，我们自然应当准备考虑在我们的自由和独立得到确保的前提下，任何可以维持这两点的提议。丘吉尔回应称，任何这样达成的和平都会导致德国主宰欧洲，对此他绝不接受。他继续说他“反对任何可能导致我们权力和力量受损的的谈判”。哈利法克斯选择不即时回应丘吉尔。随后丘吉尔将会议延期，以便可以和法国总理保罗·雷诺举行会谈。
26日下午2时，战时内阁继续审议形势的应对方案。会议的一开始，丘吉尔首先讲述了与法国总理保罗·雷诺的会谈结果，称法国的军事形势已经没有希望。但在讲话中，丘吉尔提及法国还没有单独议和的打算，但他相信法国政府内部除了雷诺总理外可能存在主张抛下英国、与德国单独议和的一派，而一旦这一派带领下法国与德国签订了和平条约，他本人可能会下台。丘吉尔称自己告诉了雷诺总理：英国不会向任何情形屈服，宁愿继续战斗也不会成为德国的奴隶。但在同时，他也告诉了雷诺：英国将试着找到一些墨索里尼能够接受的方案。
而后，丘吉尔要求哈利法克斯立即前往伦敦海军部大楼会见法国总理保罗·雷诺，并说自己和战时内阁的其他成员随后就到。但哈利法克斯并没有听从丘吉尔的指令，而是继续讲自己关于透过意大利媾和的话题，称“墨索里尼最不想看见的情景就是希特勒主宰欧洲。哈利法克斯接着说：如果交换一些领土，墨索里尼可能会愿意为结束盟军和德国的敌意而居中调停。
丘吉尔则怀疑与意大利走得太近会引起一些战时内阁讲不得不思量再三的问题。哈利法克斯试图让丘吉尔对此的态度挑明，问道：“如果我确信关系国家独立的事项不受影响，他是否应当准备谈论这一些条款呢？“
丘吉尔回答道：”我会非常感谢如果我们还能留存我们生命力的关键和基本要素而度过当前的困难，甚至以一些领土为代价。““如果当前的一团糟可以通过放弃马耳他、直布罗陀和一些非洲殖民地就结束，他会高兴得跳起来。但是关键在于说服希特勒不要攻打我们。”不清楚他是真的有所犹豫还是简单的打发时间。

哈利法克斯告别战时内阁前去会见法国总理保罗·雷诺。不久，丘吉尔将战时内阁会议休会，前往海军部大楼加入哈利法克斯和保罗·雷诺的二人会谈。保罗·雷诺离开后，丘吉尔询问战时内阁是否要把海军部大楼继续作为非正式会晤的场合。由于这次会晤非常出乎意料，官方记录并不完整。战时内阁秘书爱德华·布里奇斯迟到了15分钟，当时战时内阁正讨论到一半此前与保罗·雷诺的会晤与法国单独议和的事项。丘吉尔说道：
“我们站在和法国不同的位置上。首先，我们还有抵抗和进攻的力量，而法国没有。其次，法国愿意接受德国体面的条款，但我们不应当如此。如果法国不能守卫自己，那么与其将我们拖入包含不可忍受的条款的条约之中，法国退出战争反倒更好。如果德国得逞的话，德国施加给我们条款是没有限制的。从这一点上来看，我宁愿法国在自己支离破碎前退出战争，以重新取得中立，使其工厂不可用于敌对于我们。”
丘吉尔继续说道，他希望法国能够停止战斗，但是法国如果因此处于弱势地位，则对与墨索里尼继续会谈而使后者要求希特勒善待英国并不利。英国绝不应当在激烈战斗前卷入这种处境之中。
哈利法克斯说，他并非不同意丘吉尔的观点，只是他可能相较而言更重视“允许法国试遍欧陆均衡的可能性”的好处，称丘吉尔“误解了希特勒的企图，希特勒不会对坚持令人难堪的条款感兴趣的。毕竟，他自己知道自己的弱点。这样谋划布局可能使法国幸免于难。“丘吉尔重申了其反对意见，而哈利法克斯继续道：
“我们也许会对墨索里尼先生说，任何关于影响我们独立的条款的建议，我们一刻也不会去看。但如果墨索里尼先生，如我们感受到的那样，不得不考虑希特勒的权势，并且不再以强权平衡的角度考虑事情，我们或许会考虑意大利的主张。在尝试依照这一方针中，墨索里尼将看不见任何程度的危害性。”
张伯伦则模棱两可地说道：“万一希特勒乐意接受墨索里尼提出的谈判结果的话，墨索里尼可能只会和我们单独谈判。但问题很复杂，从各个角度详细讨论总是对的。”丘吉尔接着说他会在敦刻尔克的撤离结果出来后再做决定，以期拖延时间。
但哈利法克斯并不赞成这样做。他重新讲了一遍他和意大利特使的会谈结果笔记，称此时是谈判获取最好条款的时机。丘吉尔暗示其准备归还第一次世界大战后从德国夺取的殖民地、在地中海事务上作出一定让步，以期度过当前的危难。但他接着说：“当前并没有这样的选项。比方说，这些条款多半会要求我们不能重新武装。”
哈利法克斯说：如果那样，他会拒绝这类的条款，但是他不认为那样的条款很有可能。丘吉尔回应称：“希特勒觉得自己执着鞭子的一头。我们唯一能做的只是让他觉得他不可政府这个国家。如果像雷诺总理显露得那样，法国不能继续战斗，我们必须舍弃同盟。”在战时内阁的要求下，哈利法克斯起草了一份与意大利接洽建议的备忘录。

## 5月27日战时内阁会议
5月27日，第一场内阁会议在上午11时30分举行，主要关注军事议题。哈利法克斯少有发言。丘吉尔和哈利法克斯之间的分歧在下午4时30分的第二场会议开始引爆。丘吉尔破坏了组建联合政府的党派间协议，邀请绥靖主义的激烈反对者、自己的长期支持者、自由党领袖和新任空军大臣阿契伯徳·辛克莱爵士参加会议。

以妥协让步求得和平的计划被委婉地称为“雷诺计划（英語：Reynaud Plan）”。内阁会议以哈利法克斯展示自己关于对意大利建议交涉途径的备忘录。
如果墨索里尼先生会在确保协议执行方面与我们合作，我们会立即着手讨论，并且为墨索里尼先生感兴趣的主要事务寻找解决方案。我们理解想要一些地中海地区问题的解决方案，而如果他私下偷偷告诉我们这些问题是什么，法国和英国会立即尽最大的努力实现这些愿望。
丘吉尔发表了长篇大论以反对哈利法克斯备忘录的内容，说道他自己：
”越发反对其建议的与墨索里尼的谈判的久久没有结果，认为这会让墨索里尼蔑视这个谈判。比起采取一个坚定的立场，这样的途径只会让[法国总理]雷诺收获更少。此外，这一途径会破坏本国关于战争处境的团结。即便我们提及准确的地名与人名，大家都会知道我们在盘算着什么……让我们不要和法国一起被拖垮。如果法国没准备好继续战斗的话，让他们放弃把……如果法国被击倒了，法国就会时一个附庸国，但如果我们赢了，我们或许可以救回法国。给雷诺先生最好的帮助是让他感觉到，无论法国如何，我们都会一直战斗到底。此刻，我们在欧洲的声望很低，而重新恢复声望的方法就是向世界展示德国没有打到我们：如果两到三个月后，我们仍然屹立不倒，我们的声望就会回归；即便我们被击败，我们也不会比现在就放弃斗争来得差。请让我们避免和法国一起被抓不住的绳子一起拖下深渊。敌人的全部花招就是让我们深陷于谈判之中以至于我们无法自拔。我们已经在与意大利接触上进行了很久，但请不要让雷诺先生将我们一同再置于令人困扰的境地中。这样的接触不仅徒劳无功，而且将我们置于危险境地中。”
张伯伦则为哈利法克斯的和谈提议辩护：“尽管公认提议中的接触不会帮助达成任何有用的结果，我认为我们还是应该稍稍推进一点，以使得法国人心平气和……我们的回答不必要是完全的拒绝。”尽管自己暂时反对和谈这个想法，但是形势甚至可能在一周内大变。丘吉尔则说：“如果形势差到不能再差，我国继续为其它为纳粹暴政所征服的一众国家也不是一件坏事。”
在场的空军大臣阿奇博尔德·辛克莱、工党领袖兼掌玺大臣艾德里、工党副主席兼不管部长亚瑟·格林伍德也都反对和谈的提议。哈利法克斯则勃然大怒，向内阁成员说道：
我看不出采取樞密院議長所提议的路线有何特别的难处。但是，我发觉到某些我要指明的特别深刻的观点分歧……我不能在我提议的行动和让我们争取条款、遵循一条指引我们走向灾难的方案的建议看见任何相似之处。昨天的讨论中，我问首相，如果他得到保证关系到我国的独立的事务不受影响，他是否会贮备讨论这些条件。首相已经说了如果我们保留我们必要力量的关键要素，甚至以一些领土为代价，而能够脱离当前在和谈条件的困难，他会非常感激。但在当前条件下，首相似乎在暗示我们不会在任何条件下考虑除了战斗到底的任何方式。这个问题可能是学术性的，因为我们不可能得到任何不会违背对我们至关重要的基本条件的提议。但是，如果有可能达成不损害这些条件的解决办法，[我怀疑]就能够接受总理现在提出的意见。
哈利法克斯暗示：如果丘吉尔不去和谈，哈利法克斯本人将不得不辞职，而张伯伦可能紧随其后；之后，丘吉尔在下议院中会遭遇来自保守党内部的阻力，可能造成丘吉尔下台，而使得张伯伦重新上台或是哈利法克斯本人成为新首相。哈利法克斯以辞职为威胁使得丘吉尔放弃了鹰派立场，丘吉尔说道：
战争内阁被呼吁解决的议题够难的，无法不牵扯到对非常不实际、不可能提出的议题的讨论。如果希特勒真打算为收回德国殖民地与在中欧的霸主地位则另当别论。但他会做任何这样的提议是不太可能的。
哈利法克斯继续施压，问丘吉尔：
如果说法国军队溃败而希特勒提出和议条件。如果法国政府说“我们并不能处理单独和法国的议和，你必须要和整个盟军议和“。如果说希特勒阁下迫切地想要结束战争，因其熟知于其内在的弱点，向法兰西和英格兰提出和谈条件，首相是否会准备讨论这些条件？
丘吉尔说“我不会和法国一起询问和谈条件，但如果我被告知被提议了什么条款，我会准备考虑它们。”不久会议休会，哈利法克斯要求于丘吉尔私下会谈。丘吉尔将哈利法克斯带到唐寧街10號的私人花园中，而哈利法克斯在此对丘吉尔做出了明确的辞职威胁。
5月27日于内阁中，丘吉尔透过驻美大使洛锡安勋爵对美国的暗示表达了气愤，并表示英国绝对不会为了美国的支援拱手将军事基地让与美国；不过，数个月后丘吉尔还是与美国达成了驱逐舰换基地的协议。当日，丘吉尔予殖民领的电报仍不排除年内不久开展和平会谈的可能性。
当日夜10时与11时半，战时内阁再开两次会议，然至翌日即28日下午4时，哈利法克斯宣布外交部收到意大利驻英使馆消息，意大利承诺居于英、德之间调解和平协议，致丘吉尔与哈利法克斯之间的矛盾爆发。哈利法克斯接着说，他两天前就和雷诺讨论过这样一个提议的可能性。他认为，英国和法国应该通知意大利，他们“准备为我们的独立而战斗到死，但是，如果能够确保这一点，我们准备向意大利作出某些让步”。 丘吉尔拒绝这样做，然后回答说，“当德国企图入侵这个国家失败时，情况将完全不同”。哈利法克斯回答道：“我们不能忽视这样一个事实，即在法国退出战争和我们的飞机工厂遭到轰炸之前，我们可能会得到比三个月时间更好的条件”。
哈利法克斯担心德国在空中4:1的优势，认为德国近乎于可以摧毁英国在伯明翰和考文垂的飞机生产。丘吉尔认为这个比例更像是5:3，英国的杀伤比例是3:1。哈利法克斯不想放弃英国的独立。他提到，通过继续战斗，丘吉尔冒着摧毁英国飞机制造厂的风险；他准备冒这个风险，除非英国的独立实际上处于危险之中，而且他不愿接受“离谱”的条件。罗伯茨强调，丘吉尔既没有完全排除达成妥协的可能性，也不想成为汲汲于和平。在哈利法克斯的辞职威胁下，丘吉尔对归还德国殖民地和让德国重获中欧的领主地位表示开放态度。丘吉尔反驳哈利法克斯：
墨索里尼先生，如果他作为调停人进来的话，就会把我们打得落花流水。很难想象希特勒会如此愚蠢地让我们继续重整军备。实际上，他的条件将使我们完全受他的摆布。如果我们继续战斗，即使我们被打败，我们也不会比现在对我们开放的条件更糟糕。然而，如果我们继续战争，德国攻击我们，毫无疑问，我们会遭受一些损失，但他们也会遭受严重的损失。 他们的石油供应可能会减少。也许有一天，我们会觉得我们必须结束这场斗争，但是那时的条件不会比现在提供给我们的条件更致命。
哈利法克斯称自己仍不明白为何丘吉尔如此反对“试尽一切调解的可能性”，丘吉尔回应说“继续战斗的国家会再次崛起，乖顺投降的国家都已经完了”。

## 5月28日外阁集会
丘吉尔将战时内阁会议延期到晚上七点，以便与25名外阁成员会面。丘吉尔在自传中写道：“自从新政府成立以来，除了单独场合外，我就没看见过战时内阁以外的同事们。” 时任工党成员和经济战争部长休·道耳吞写下了关于这场丘吉尔所述的这场重要会议的唯一一段相关描述。丘吉尔首先评论并且强调了当前紧张严峻的军事形势，继续说道：
近些天来，我已经仔细想了很久，我的职责是否包括考虑和那个人展开会谈。但这样想并无济于事：如果我们现在就寻求和平，那还不如我们继续战斗争取到更好地谈判条款。如果我们现在求和，德国人会要求取得我们的海军基地以及更多，并美其名曰裁军。尽管新的英国政府会继续被成立，但多半会是希特勒的走狗，并被置于莫斯利那一类人的治下：我们将会成为奴隶国家。如此这般，我们究竟会落得个如何下场？但反过来想一想，我们还有巨大的周旋余地和优势。如果我此刻在思量和谈和投降，我相信在场的每一位人士都会站起身来将我从这个位置上撕烂。如果这个岛屿的漫长历史最后将要走向终结，那将是在我们每一个人倒在并哽咽在这片土地的我们自己的鲜血中之时。

丘吉尔写到过自己完成演讲后的听众反应：
会场上发生了一场示威。这示威和这次集会的性质有关——25名经验丰富的政治家兼议员代表着对这场战争所有不同的观点，无论对错，聚集在这里——着实吓着了我。不少人看上去想要从桌子上跳起来，冲向我的一直，按着我的背大喊大叫、不断拍击。不可置疑的是，如果我在此刻对领导这个国家有半点犹豫，我多半会被挤出我的职位上。我肯定每个部长都已经准备好在他们家庭和财产被摧毁之后赴死而非屈服。在这一点上，他们代表着整个下议院乃至大部分人。未来的年月里，我的责任就是把他们的情绪在合适的场合里面表现出来。我之所以可以做这些，是因为他们现在也是我的人。整个岛屿，无论从哪一端，都被笼罩在一道白色的、越发激昂、宏伟壮丽的光芒下。
外阁的听众们起身为丘吉尔的演讲鼓掌，也确保了英国将会继续战斗下去。晚七点的内阁会议上，丘吉尔也确保了自己的领导地位。他告诉战时内阁此次外阁集会的内容，称“我在讲到我们绝对不会放弃斗争时，外阁表现出了最大程度的满意”，“我不曾记得身居高位的人组成的集会表达出那般的决然”。
丘吉尔电告法国总理雷诺：此刻不会接洽墨索里尼，但该渠道的可能性表示开放立场。墨索里尼拒绝了英法两国建议的由美国总统罗斯福的进行接洽的请求。5月28日，英国获悉意大利已经打算参战帮助德国。6月10日，意大利参战。
哈利法克斯随后帮助说服了丘吉尔不要向法国派遣任何飞机。哈利法克斯对於使丘吉尔等人回心转意而与德国进行和谈的想法不再有兴趣。1940年7月19日，希特勒在演讲中试探性地提到与英国和谈的可能。在22日哈利法克斯於发表演讲拒绝了此提议。哈利法克斯对德国的试探性举措冷淡回应。1942年，希特勒告诉自己的秘书马丁·鲍曼：哈利法克斯拒绝了“和平的握手”。
不过最后，哈利法克斯仍因为向官方历史学家谎称自己仅仅是为了使意大利保持中立而声名狼藉。

## 引注
1. ↑  . BBC History. BBC.   [1 January 2013]. （原始内容存档于2020-07-21）.
2. ↑  Buckley 1977，第25–26頁.
3. ↑  Jenkins 2002，第582頁.
4. 1 2  Jenkins 2002，第586頁.
5. ↑  Jenkins 2002，第583頁.
6. 1 2 3 4  Roberts 1991，第212–3頁.
7. 1 2  Roberts 1991，第216頁.
8. 1 2  Roberts 1991，第217頁.
9. ↑  Roberts 1991，第218頁.
10. 1 2 3 4  Roberts 1991，第220頁.
11. 1 2  Roberts 1991，第219頁.
12. 1 2 3  Roberts 1991，第227頁.
13. ↑  Roberts 1991，第225頁.
14. ↑  Roberts 1991，第223頁.
15. ↑  Roberts 1991，第230頁.
16. ↑  Roberts 1991，第231頁.
17. ↑  Roberts 1991，第248–50頁.